# Sint-Jozef en Sint-Martinuskerk (Hillegom)
De Sint-Jozef en Sint-Martinuskerk, beter bekend onder de oorspronkelijke naam Sint-Martinuskerk, is een rooms-katholieke kerk aan de Hoofdstraat 27 in Hillegom, in de Nederlandse provincie Zuid-Holland.
De kerk werd in 1924-1926 gebouwd als vergroting en vernieuwing van de eerdere Sint-Martinuskerk uit 1871. Het is anno 2021 als enige katholieke kerk in Hillegom in gebruik bij de Heilige Willibrordusparochie.

## Geschiedenis
De oudste kerk in Hillegom was al aan Martinus van Tours gewijd. Dit is de Maartenskerk, die tijdens de reformatie werd overgenomen door de Protestanten. De katholieken, maakten vervolgens gebruik van schuurkerken, waarvan de laatste aan de Bakkummerlaan stond. Omdat het aantal gelovigen toenam was deze kerk in de 19e eeuw te klein geworden. Nadat in 1853 in Nederland de bisschoppelijke hiërarchie was hersteld werden overal in het land weer nieuwe rooms-katholieke kerken gebouwd. Ook in Hillegom werd besloten tot de bouw van een nieuwe kerk.

### De eerste Martinuskerk
Het kerkbestuur wist met een grondruil een stuk grond te krijgen op de hoek van de Hoofdstraat en de Mariastraat.
Tussen 1870 en 1871 werd hier de nieuwe kerk gebouwd. Het was een driebeukig kerkgebouw in neogotische stijl, dat was ontworpen door architect H.J. van den Brink. Achter de kerk werd de pastorie gebouwd en een kerkhof aangelegd. Aan de andere kant van de Mariastraat werd een katholieke school gebouwd en een klooster voor de zusters die het onderwijs verzorgden.

### Nieuwe kerk
Na 1900 breidde de bevolking van Hillegom onder invloed van de opkomende bloembollencultuur steeds verder uit. In 1915 was daarom al een tweede parochie gesticht, waarvoor een nieuwe kerk werd gebouwd; de Sint-Jozefkerk uit 1927. Desondanks bleek ook de Martinuskerk nog te klein voor de in oppervlakte gehalveerde parochie. Onder pastoor J.J.A.M. Krook werd besloten een nieuwe kerk te bouwen.
De architect was H.P.J. de Vries uit Rotterdam. Hij ontwierp een groots kerkgebouw, maar door geldgebrek kon zijn ontwerp niet uitgevoerd worden en werd de architect gedwongen gedurende de bouw nieuwe ontwerpen te maken. Hierbij bleven delen van de oude kerk behouden en moesten geïntegreerd worden in het nieuwe gebouw.
Op 7 maart 1924 werd de vergroting van de kerk en de aanbouw van sacristie aanbesteed. Aannemer A. Leliveld uit Hillegom won de aanbesteding. Hij zou de werkzaamheden uitvoeren voor fl.124.000,-. Het kerkhof werd verplaatst naar de overzijde van de Mariastraat om ruimte te maken voor de uitbreiding. De verbouwing van het bestaande deel van kerk en de bouw van een nieuwe toren zouden aanbesteed worden zodra de vergroting en de sacristie gereed waren.

### Bouw
De werkzaamheden starten direct na de aanbesteding in maart 1924. Op 25 maart stortten vier werklieden bij de sloop van een muur naar beneden, waarvan er twee gewond raakten. Het voorste deel van de kerk met het priesterkoor werd als eerste afgebroken, waarna een nieuw transept met 400 extra zitplaatsen werd gebouwd. Voor het transept werd een nieuw priesterkoor gebouw met een verhoogde vloer die één meter boven de kerkvloer uitkwam. Aan de Mariastraat werd de nieuwe sacristie gebouwd, met in de kelder een machinekamer voor centrale verwarming.
Nadat deze werkzaamheden gereed waren begon de verbouwing van de oude kerk. Aan de achterzijde werd een nieuwe gevel gebouwd, met daarin de nieuwe hoofdingang. De bestaande muren en zuilen van het schip werden van nieuwe metselwerk voorzien en er werd een nieuw en hoger dak gemaakt, dat aansloot op het reeds hogere dak van de aanbouw.
De symbolische eerste steen voor de nieuwe kerk werd op 30 juli 1924 gelegd door deken H.J. Zondag. In december 1925 bleek dat er onvoldoende financiële middelen waren om de beoogde nieuwe kerktoren te kunnen bouwen. De oude toren uit 1871 werd vervolgens gerestaureerd en zonder veel aanpassingen in de nieuwe kerk geïntegreerd.
In de zomer van 1926 was de bouw gereed. De vernieuwde en vergrote kerk werd op 6 oktober 1926 plechtig geconsacreerd door bisschop Callier.

### Latere aanpassingen
De pastorie was sinds de jaren 1920 gevestigd in de tegenover de kerk gelegen villa Huis ter Laan. In 1956 werd naast de kerk een nieuwe pastorie gebouwd. Deze pastorie kreeg een directe aansluiting op de noordelijke zijbeuk van de kerk. In deze aanbouw werd ook een toiletvoorziening ingericht. De toren kreeg in die jaren drie nieuwe luidklokken genaamd Johannes-Petrus, Jozef-Martinus en de angelusklok Maria-Bernardus. In 1994 werd de toren gerestaureerd. Hiervoor werd een inzamelingsactie gehouden onder de Hillegomse bevolking.

### Jozef en Martinuskerk
In de jaren 1990 werden de beide Hillegomse parochies weer samengevoegd in de Sint-Jozef en Sint-Martinusparochie. Wegens teruglopend kerkbezoek moest daarbij een van de beide kerken worden afgestoten en de keuze viel op de Jozefkerk. Tussen 2008 en 2009 werd de Martinuskerk grondig gerestaureerd en heringericht. Na de voltooiing van deze werkzaamheden werd de Jozefkerk in 2009 gesloten en is de Martinuskerk onder de nieuwe naam Sint-Jozef en Sint-Martinuskerk de enige katholieke kerk in Hillegom.
De parochie Sint-Jozef en Sint-Martinus ging in 2010 op in de fusieparochie "Heilige Willibrordus" voor de Bollenstreek, waar de kerk anno 2020 in gebruik is. Het gebouw is aangewezen als gemeentelijk monument.

## Exterieur
De kerk zoals die uiteindelijk werd gebouwd, is een kruisbasiliek in traditionalistische stijl met gotische kenmerken. Het front van het gebouw wekt de schijn dat het een pseudobasiliek is. Achter de façade heeft het middenschip echter een lichtbeuk boven de lagere zijbeuken.
Het middenschip telt acht traveeën tot aan het transept. Iedere travee is voorzien van een raam met spitsboogvenster in de lagere zijbeuk en drie kleine ramen met spitsboogvensters in de hoge lichtbeuk. Het priesterkoor heeft twee aan het schip gelijke traveeën met zijbeuken en spitsboogvensters. Het koor wordt afgesloten met een halfronde apsis met zeven hoge spitsboomvensters. Het gemetselde gewelf van het koor wordt aan de buitenzijde met steunberen ondersteunt.
De kerktoren uit 1871 heeft zijn oorspronkelijke neogotische uiterlijk grotendeels behouden en wijkt daardoor stilistisch af van de kerk. De wijzerplaten van het uurwerk zijn aan drie zijden direct boven de galmgaten geplaatst. Aan de noordelijke zijde was dit bij de oude kerk ook nog het geval, maar omdat de nok werd verhoogd was deze wijzerplaat niet meer zichtbaar en werd hoger op de toren geplaatst.
De oorspronkelijke hoofdingang van de kerk was onder in de toren. Bij de verbouwing werd in de vernieuwde voorgevel een nieuwe groot hoofdportaal met twee deuren gemaakt. Dit portaal wordt gesierd door een gemetselde spitsboogarchivolt met timpaan. De oude entree in de toren bleef behouden en werd samen met de deur in de noordelijke zijbeuk ook voorzien van een kleinere spitsboogarchivolt met timpaan. Deze twee deuren zijn de gebruikelijke toegang tot het voorportaal en de kerk. Het hoofdportaal wordt alleen bij bijzondere gelegenheden gebruikt. Boven de torendeur is een beeld van de heilige Martinus geplaatst.
De façade heeft 5 langwerpige spitsboogvensters die het achtergelegen oksaal belichten. De gevel wordt bekroond met een natuurstenen kruis. Aan de noordzijde staat de in 1925-1926 gebouwde doopkapel. Dit los van de kerk staand gebouw heeft een achtkantige vorm met spitsboogvensters en een ingesnoerde spits. De kapel is via een met kantelen bekroonde doorgang aangesloten op de kerk.

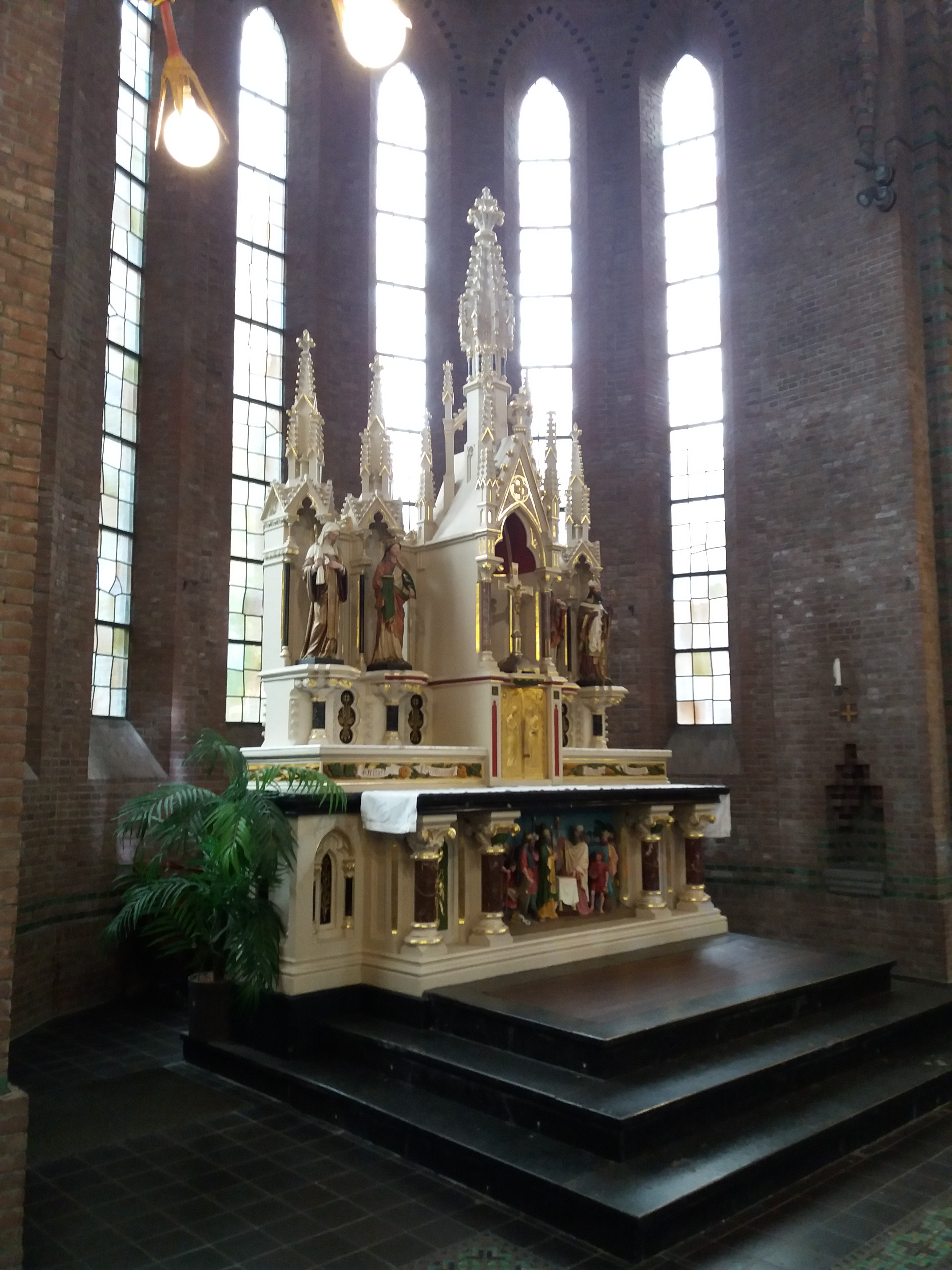
Het hoofdaltaar uit 1882

## Interieur
De kerk wordt overdekt door een houten zadeldak, dat steunt op gemetselde spitsbogen en houten spanten in spitsboogvorm. De sierlijke makelaar in de viering is bekroond met een grote goudgeelgekleurde zevenpuntige ster. Het dak werd bekleed met groen geoxideerde eternietplaten, die werden omzoomd door rood gebiesde houten binten.
In de gemetselde spanten van het transept zijn driehoekige uitsparingen aangebracht. In de gemetselde spant van het priesterkoor zijn in een rond venster de symbolen van de Alfa en Omega en het labarum verwerkt. De Griekse letters α (alfa) en ω (omega) zijn ook aan weerszijden van het venster op de stenen aangebracht. Op de achterste spant boven de koorzolder is een ronde vorm ingemetseld zonder verdere versieringen. In het metselwerk op de muren van het schip en transept zijn driehoekige vormen uitgewerkt op de vlakken onder de hoge spitsboogvensters. Op veel plaatsen in de kerk worden in het metselwerk rijen onbewerkte bakstenen afgewisseld met rijen groene geglazuurde stenen.
De verhoogde vloer van het priesterkoor werd gedeeltelijk ingelegd met vakken met kostbare geglazuurde "Mauro-tegels" in bruine, zwarte en groene kleuren. De tegels zijn in verschillende patronen in deze vakken gelegd. De vakken Mauro-tegels worden verbonden door keramieken zwarte en rode tegels.
Het neogotische hoofdaltaar is afkomstig uit de eerste Martinuskerk en werd in 1882 uit mergelsteen gemaakt door de Roermondse firma J.A. van Oort & Zn. In de linkerzijbeuk van het koor staat een aan Maria gewijd altaar. In de rechterzijbeuk van het koor staat een altaar voor Jozef. De kerkbanken en de waaiervormige lampen met groenkleurige glazen lampenkampen zijn door de architect van de kerk ontworpen. De 14 kruiswegstaties zijn geschilderde kopieën van de kruisweg in de Onze-Lieve-Vrouwekathedraal in Antwerpen. Ze hangen sinds 1927 in de kerk.
Boven het voorportaal bevindt zich het oksaal, waar het grote kerkorgel staat. Het oksaal heeft een houten tribune voor de koorzangers, met een sierlijke houten balustrade. Het voorportaal heeft vanuit de kerk drie ingangen. Een grote toegang in midden voor de hoofdingang en twee kleinere voor regulier gebruik. In het portaal hangt een marmeren plaat waarop de namen staan van alle pastoors en de periode waarin zij aan de kerk en parochie verbonden waren.

### Wijzigingen
De houten preekstoel en de communiebanken verdwenen bij de kerkvernieuwingen na het Tweede Vaticaans Concilie. Enkele panelen met houtsnijwerk waarbij o.a. Sint-Martinus wordt uitgebeeld bleven bewaard en zijn aan de muur opgehangen. In deze tijd werd ook het volksaltaar in het priesterkoor geplaatst.
Bij de grote renovatie in 2009 werd het interieur nogmaals aangepast aan nieuwe liturgische inzichten. Het verhoogde priesterkoor werd in een halfronde vorm verlengd. Hierbij verdwenen de kerkbanken in de zijbeuken en werden de voorste banken in een halve cirkel om het altaar geplaatst. Achter in de kerk werd een glazen wand geplaatst, waarbij het van de kerk afgescheiden deel als stiltecentrum werd ingericht. Uit de in 2009 gesloten Jozefkerk zijn kunstwerken en inventaris overgekomen. Het devotiebeeld van Maria en het beeld van Antonius van Padua zijn in het stiltecentrum geplaatst. Hier kunnen bezoekers kaarsen branden. De doopkapel aan de noordwestelijke zijde van de kerk is anno 2020 ingericht als rouwkapel.

### Orgels
Het grote orgel achter in de kerk is in 1901 voor de oude kerk gebouwd door de firma Maarschalkerweerd. Het orgel werd destijds ter gelegenheid van het 25-jarig priesterjubileumfeest van pastoor J.C. van Grossel door de parochianen geschonken. Het orgel had in zijn oorspronkelijke vorm 28 registers. Op het orgel was de inscriptie "JUBILANTI PASTORI GRATI PAROCHIANI R°. D°. J.C. VAN GROSSEL 1876-1901" aangebracht. Het orgel werd in juni 1901 in gebruik genomen met een concert van de bekende componist Philip Loots. Het orgel bleef bij de vernieuwing van de Martinuskerk behouden en werd in 1960 door de firma Vermeulen omgebouwd en vernieuwd. De oorspronkelijke neogotische behuizing werd hierbij vervangen door een modern uiterlijk. In 1986 werd het opnieuw gerenoveerd, maar anno 2018 verkeerde het orgel in slechte staat.
In 2021 heeft de parochie een ander orgel verkregen dat het versleten orgel uit 1901 moet gaan vervangen. Het is het in 1953 door Valckx & Van Kouteren gebouwde orgel uit de Onze-Lieve-Vrouw van Altijddurende Bijstandkerk in Rotterdam, die in 2019 werd gesloten. De parochie hoopt een deel van de begrote inbouwkosten van 225.000 euro met een inzamelingsactie bij de Hillegomse gemeenschap te kunnen ophalen. De Hillegomse orgelbouwer Adema kan het orgel dan in 2022 opbouwen. Het is de bedoeling dat het orgel met kerst 2022 kan worden gebruikt.
Een kleiner orgel staat voor in de kerk bij het priesterkoor. Het werd in 1877 als huisorgel gebouwd door de firma Bevington & Sons uit Shifnal in Engeland. Het orgel kende diverse eigenaren voor het in 1982 in de Martinuskerk werd opgesteld. In 1990 werd het orgel gerestaureerd door de Slooff Orgelbouw.

## Pastoors van de parochie
Lijst van aan de kerk en parochie verbonden pastoors.

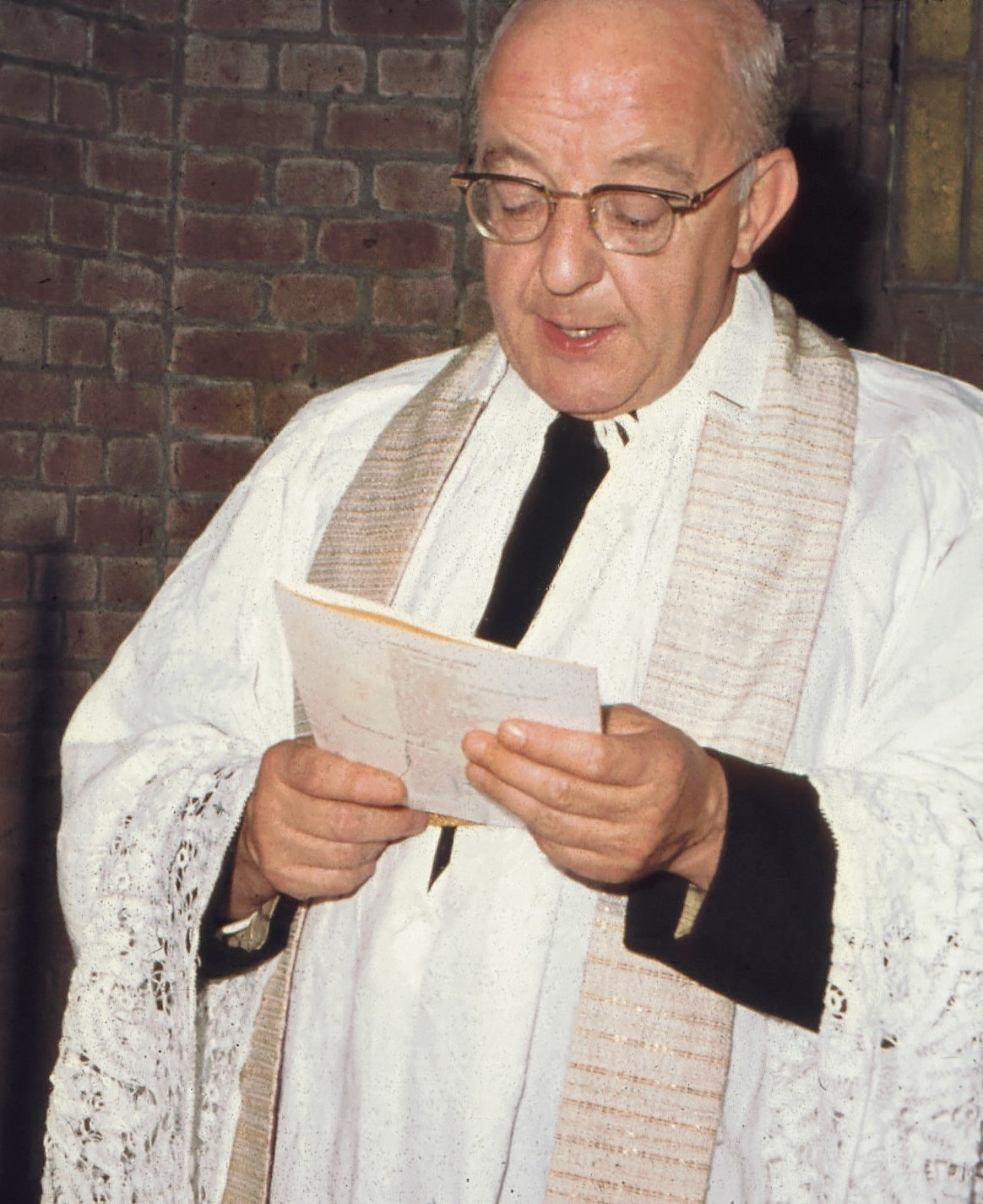
Pastoor Drost in de doopkapel, 1971

### Parochie Sint-Martinus
- B. Kerstens (1848-1876)
- J.C. van Grossel (1876-1919)
- J.J.A.M. Krook (1920-1935)
- B.F. Kosters (1935-1956)
- H.M.J. van Houten (1956-1964)
- A.J.H. Drost (1966-1977)
- J.M.M. Wanink (1977-1995)

### Parochie Sint-Jozef en Sint-Martinus
- M. Jagerman (1994-1999)
- S.F. Bladowski (1999-2009)

### Parochie H. Willibrordus
- R.J.W. Franken (2010-2020)
- G.Th.J. Lansbergen (2010-2013)
- B.S. Bosma (2020-)